# Communauté de communes Isle et Double
La communauté de communes Isle et Double est une ancienne communauté de communes française située dans le département de la Dordogne, en région Aquitaine.
Elle tire son nom de l'Isle, la rivière qui la traverse, et de la forêt de la Double.

## Histoire
La communauté de communes Isle et Double a été créée le 29 décembre 1995 avec huit communes.
Le 4 septembre 1998, Le Pizou et Ménesplet la quittent et s'assemblent le 30 décembre 1998 pour créer la communauté de communes Basse Vallée de l'Isle.
Par arrêté no 121202 du 12 novembre 2012, un projet de fusion est envisagé entre les communautés de communes Isle et Double et Basse Vallée de l'Isle. La nouvelle entité prend effet le 1er janvier 2014 et porte le nom de communauté de communes Isle Double Landais.

## Composition
De 1999 à 2013, la communauté de communes Isle et Double regroupait six des huit communes du canton de Montpon-Ménestérol (seules Ménesplet et Le Pizou en étaient absentes) :
1. Échourgnac
2. Eygurande-et-Gardedeuil
3. Montpon-Ménestérol
4. Saint-Barthélemy-de-Bellegarde
5. Saint-Martial-d'Artenset
6. Saint-Sauveur-Lalande

## Démographie
Au 1er janvier 2013, pour sa dernière année d'existence, la communauté de communes Isle et Double avait une population municipale de 7 955 habitants.

## Politique et administration
| Période                                  | Période       | Identité             | Étiquette | Qualité                                                        |
| ---------------------------------------- | ------------- | -------------------- | --------- | -------------------------------------------------------------- |
| ?                                        | 2001          | Jean-Claude Grégoire | DVD       | Conseiller général du canton de Montpon-Ménestérol (1992-2004) |
| 2001                                     | décembre 2013 | Max Ley              | SE        | Maire de Saint-Martial-d'Artenset (depuis 1989)                |
| Les données manquantes sont à compléter. |               |                      |           |                                                                |

## Compétences
L'arrêté préfectoral no 2013073-0003 du 14 mars 2013 redéfinit les compétences de la communauté de communes :
- Aménagement de l'espace.
- Développement économique.
- Protection et mise en valeur de l'environnement.
- Voirie
- Logement et cadre de vie.
- Enfance et jeunesse.
- Équipements sportifs et scolaires.
- Délégation de maîtrise d'ouvrage.
- Construction d'une gendarmerie.

### Sources
- Le SPLAF (Site sur la Population et les Limites Administratives de la France)
- CC Isle Double, base BANATIC de la Dordogne